# Sverrir Ingi Ingason
Sverrir Ingi Ingason (ur. 5 sierpnia 1993 w Kópavogur) – islandzki piłkarz grający na pozycji obrońcy.

## Kariera klubowa
Ingason profesjonalną karierę rozpoczął w klubie Breiðablik UBK. W 2011 roku został na krótki okres wypożyczony do Augnablik Kópavogur. Zimą 2014 roku wyjechał do Norwegii, gdzie związał się umową z klubem Viking FK. 2 lutego 2015 został piłkarzem KSC Lokeren. 19 stycznia 2017 r. trafił do Granady CF za 1,8 milliona €. 1 lipca 2017 przeszedł do FK Rostov za 2 milliony € . 31 stycznia 2019 r. kupiony został prez PAOK Thessaloniki za 4 milliony €.7 Lipca 2023r. kupiło go duńskie Midtjylland. Od 15 lipca 2024 roku gra dla Panathinaikos, kosztował klub 3,08 millionów €.

## Kariera reprezentacyjna
W reprezentacji Islandii zadebiutował 21 stycznia 2014 roku w towarzyskim meczu przeciwko Szwecji. Na boisku pojawił się w 57 minucie meczu.
| Mecze i gole w reprezentacji | Mecze i gole w reprezentacji | Mecze i gole w reprezentacji | Mecze i gole w reprezentacji | Mecze i gole w reprezentacji | Mecze i gole w reprezentacji | Mecze i gole w reprezentacji |
| #                            | Data                         | Stadion                      | Rywal                        | Wynik                        | Gol                          | Rozgrywki                    |
| 2014                         | 2014                         | 2014                         | 2014                         | 2014                         | 2014                         | 2014                         |
| ---------------------------- | ---------------------------- | ---------------------------- | ---------------------------- | ---------------------------- | ---------------------------- | ---------------------------- |
| 1.                           | 21.01.2014                   | Abu Zabi, ZEA                | Szwecja                      | 0:2                          | 0                            | towarzyski                   |